# Görög szabadságharc
A görög szabadságharc (görögül Ελληνική Επανάσταση [elliníki epanasztaszi], oszmán törökül يؤنان ئسياني [Yunan İsyanı], azaz „görög felkelés”) a görög nemzet sikeres felkelése volt 1821–1831 között. A görögök voltak az elsők a Balkánon, akik képesek voltak elszakadni és függetlenné válni az Oszmán Birodalomtól. Erre emlékeznek Görögországban minden év március 25-én a Függetlenség Napján.

## Előzmények
Az Oszmán Birodalom a 14-15. századtól fogva uralta az elfoglalt bizánci területeket. A 19. században azonban a francia forradalom hatására megerősödött a nacionalizmus a Balkánon is. Több sikertelen felkelés is kirobbant, és nagy hatása volt a bécsi származású görög ideológusnak, Rigasz Fereosznak (Ρήγας Φεραίος). Az Oszmán Birodalom ekkor már érezhetően a hanyatlás időszakába érkezett. A görögöknek erős hátteret jelentettek az Égei-tenger gazdag kereskedő szigetei és az Oszmán Birodalomban vezető szerepet vivő görög nemesek, a fanarióták (φαναριώτες). 1814-ben három fiatal görög „Baráti Társaság”-ot (Φιλική Εταιρεία) hozott létre Odesszában a függetlenedési törekvések propagálására odahaza. A cél a Bizánci Birodalom újraélesztése volt, Konstantinápoly székhellyel. Joánisz Kapodísztriasz (Ιωάννης Καποδίστριας), a görög származású orosz külügyminiszter lett volna a felkelés vezére.

## A felkelés kitörése
A felkelés kezdetét akkorra teszik amikor egy kisebb görög egység Alexandrosz Ipszilantisz (Αλέξανδρος Υψηλάντης) vezetésével 1821. március 6-án átlépte az oszmán birodalmi határt a Prut folyónál (ma Románia). Harcok törtek ki a Peloponnészoszon is. Március 25-én Pátrában bejelentették, hogy kitört a forradalom.
A görögöknek a szabadságharc során 100 ezer embert sikerült mozgósítani, ezzel szemben az oszmán hadsereg a mellettük végig kitartó albánokkal együtt majdnem félmillió katonát tudott mozgósítani, valamint az egyiptomi hűbéresek további tizenkétezer katonát biztosítottak, Tunisszal együtt flottát is.

## Háború a tengeren
A görögöket nagyban segítette, hogy törökök által meg nem hódított égei-tengeri szigetek, mindenekelőtt Idra, Szpécesz és Pszara komoly tengeri haderővé tudták alakítani tekintélyes kereskedelmi flottáikat. Ők adták a flotta parancsnokait is a idrai Andreasz Miaulisz és Konsztantinosz Kanarisz személyében. A felkelés egyik jellegzetes alakja egy nő volt, Laszkarina Bubulina, akinek saját hajóhada volt. Összesen körülbelül negyven hajót sikerült így összeverbuválni. Nem egyet közülük gyújtóhajóként használtak. A törököknek 23 kimondottan hadi hajója volt, illetve 7-8 fregattja, 5 korvettje, illetve 40 briggje. Mindezek ellenére a görögök jelentős sikereket értek el.

## Egyiptomi beavatkozás
Mahmud szultán ekkor segítséget kért a kaválai albán születésű Muhammad Alitól, Egyiptom szultáni helytartójától. A pasa fegyelmezett, francia kiképzésű hadseregét és flottáját – Kréta és a Peloponnészosz átengedésének fejében – a szultán rendelkezésére bocsátotta. Rajta kívül Algériából és Tuniszról is érkeztek kisebb erők a görögök ellen. Muhammad Ali fia, Ibráhím Pasa vezetésével elfoglalták és porig rombolták Kalamáta városát. Meghódították a Peloponnészoszt, és győztek a Messolonghi ütközetben. Egészen Navplióig jutottak, de ott visszaverték őket.

## A filhellének
A kirobbant felkelés sokak szimpátiáját elnyerte a keresztény világban. A muszlim hatalom elleni küzdelmet támogatták, finanszírozták, és olyan is akadt – mint például a híres angol költő, Lord Byron – aki maga is harcolt a csatákban. (Byron utóbb mocsárlázban halt meg itt.)

A felkelés Kolokotronisz-féle zászlója

## A nyugati hatalmak beavatkozása
A felkelés sorsa akkor fordult meg, amikor 1827. október 27-én a francia, brit és orosz flotta kormányaik passzív egyetértésével megsemmisítő csapást mért a török, egyiptomi, algíri és tuniszi hajókra a Navarinónál. Az európai flotta hamar megjelent Egyiptom közelében is, így a jelentős veszteségeket szenvedett alkirály kivonta seregeit, egy részüket pedig kénytelen volt leszerelni. A győzelem eredményeképpen megalakulhatott az új görög kormány Joánisz Kapodísztriasz vezetésével. A törököket a szárazföldön is sikerült visszaszorítani, így Athén is görög kézre került.

## Mészárlások
A felkelés alatt mindvégig a Peloponnészoszon és Attikában komoly vérengzések voltak, nagy számú török muzulmán lakost mészároltak le. Az oszmán hatóságok erre úgy reagáltak, hogy Kis-Ázsiában rengeteg ottani görögöt mészároltattak le, Konstantinápolyban pedig 1821 húsvét vasárnapján felakasztották a konstantinápolyi pátriárkát. Ez utóbbi különösen feldühítette a görögöket.

## Az új görög állam megteremtése

Az új Görögország 1832-ben (sötétkék színnel)

Joánisz Kapodísztriaszt 1831-ben Nafplióban meggyilkolták. A trónt felajánlották I. Lipót belga királynak, de ő azt nem fogadta el. Az 1832-es londoni konferencián a britek, a franciák és az oroszok a görög trónt Wittelsbach Ottó bajor hercegnek ajánlották fel, anélkül azonban, hogy a görögökkel erről konzultáltak volna. 1832-ben, a konstantinápolyi szerződésben a nagyhatalmak megállapodtak Isztambullal az új állam határaiban.
A három nagyhatalom a későbbiekben is komoly befolyást gyakorolt a görög állam politikájába. 
Az elfogadott határok között körülbelül 800 000 ember élt, amely nem több mint az akkori összgörögség egyharmada. Éppen ezért egyre nagyobb befolyást nyert körükben a Megali Idéa (=A Nagy Gondolat) eszméje, azaz az összes görög felszabadítása a török uralom alól.
Az Oszmán Birodalomban a görögöket elkezdték „árulókként” kezelni, ezért a fanarióták és a görög kereskedők hatalma is meggyengült.

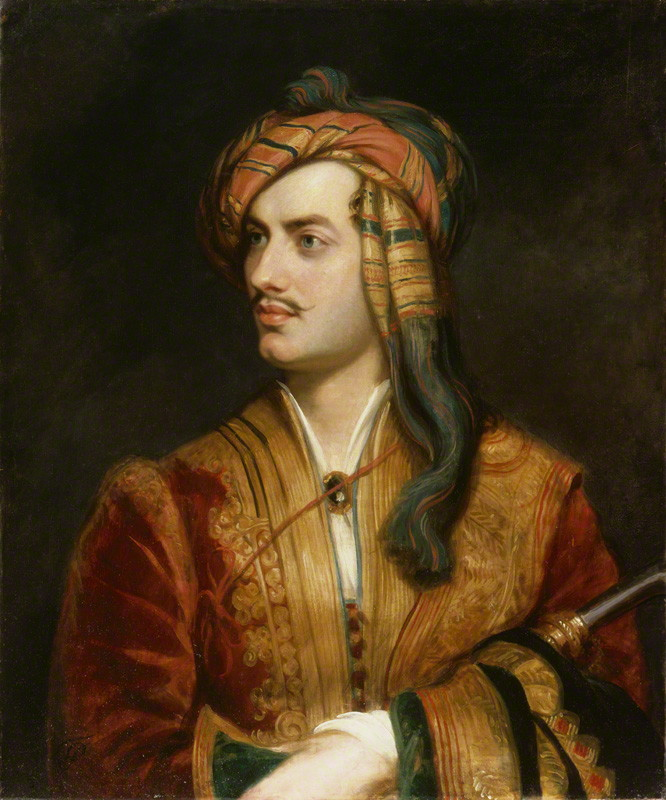
Lord Byron, egy prominens brit filhellén, aki meghalt a görög felkelésben
Görögország első zászlója, melyet 1828-ban fogadtak el
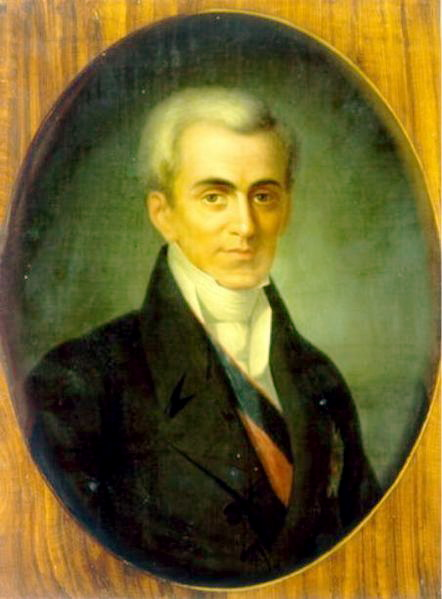
Joánisz Kapodísztriasz (1776-1831) D. Tszokosz olajfestményén
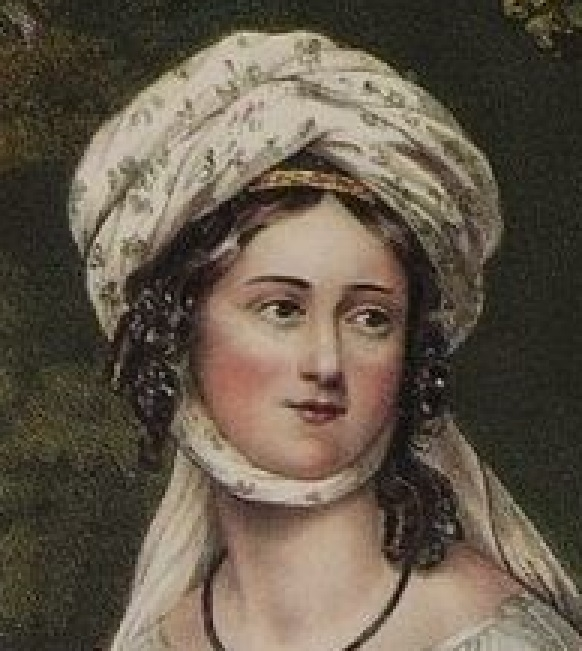
Laszkarina Bubulína